# Lulu Brud
Lulu Brud (High Point, 28 ottobre 1985) è un'attrice e produttrice televisiva statunitense, conosciuta per aver interpretato Sabrina in Pretty Little Liars (2010 – 2017), Entourage (2015) e Ray Donovan (2013).

## FIlmografia parziale

### Cinema
- Entourage, regia di Doug Ellin (2015)

### Televisione
- Pretty Little Liars - serie TV, 9 episodi (2015-2016)
- Ray Donovan - serie TV, 3 episodi (2015-2018)
- S.W.A.T. - serie TV, episodio 2x21 (2019)
- 9-1-1 - serie TV, episodio 3x06 (2019)

## Doppiatrici italiane
Nelle versioni in italiano delle opere in cui ha recitato, Lulu Brud è stata doppiata da:
- Gaia Bolognesi in Pretty Litte Liars
- Eleonora Reti in Ray Donovan (st. 6)